# Goethepark (Burg bei Magdeburg)

Goethepark mit Rosenpavillon (2021)

Der Goethepark ist eine historische und denkmalgeschützte Parkanlage in der Kreisstadt Burg (bei Magdeburg), Landkreis Jerichower Land, Sachsen-Anhalt.

## Geographie
Die heutige Parkanlage umfasst eine Fläche von etwa 9,5 Hektar und erstreckt sich vom Burger Bahnhof bis zum Landratsamt Jerichower Land. Im Süden wird der Park durch die Bahnhofstraße begrenzt.

## Geschichte

Karte von Burg um 1750

### Vor dem Schartauer Tor
Bevor der Goethepark zur Parkanlage wurde, fand sich hier vor den Toren der Stadt, genauer gesagt vor dem Schartauer Tor, entlang des Weges von Burg nach Schartau eine weitläufige, eher landwirtschaftlich und militärisch genutzte Fläche. Links des Weges befand sich Rabedings Garten, eine Gärtnerei des Gärtners Rabeding, welcher zudem Inhaber des nahegelegenen Schützenhauses war. Parallel des Weges befanden sich außerdem die Schießbahnen der Burger Schützengilde. Auf der rechten Seite befanden sich zwei Windmühlen. Eine stand auf dem Haseloffschen Privatfriedhof, die andere befand sich etwas weiter nordwestlich hinter der heutigen Schwimmhalle. Noch heute sind die einstigen Mühlenhügel in Resten erhalten. Auf dem Gelände des Bahnhofs befand sich die Prinz Ferdinand Redoute sowie ein Übungsgelände der hiesigen Garnison.

### Friedhof, Gasanstalt, Exerzierplatz und erste kleine Parkanlagen
Als man zu Beginn des 19. Jahrhunderts kaum noch Platz für Bestattungen auf den Kirchhöfen der Stadt fand, wurde der städtische Begräbnisplatz vor dem Schartauer Tor angelegt, ein Haus für den Totengräber errichtet und der Weg vom Schartauer Tor in Richtung Begräbnisplatz gepflastert. Am 16. Februar 1809 erfolgten die ersten Bestattungen auf dem neuen Begräbnisplatz. In den Folgejahren entwickelte sich das Areal rund um den Friedhof weiter, ein Turnplatz wurde angelegt, 1846 wurde die Bahnstrecke Berlin–Magdeburg fertiggestellt und mit ihr der Burger Bahnhof eröffnet. In den Jahren 1864 und 1865 wurde zwischen Bahnhof und Bahnhofstraße die Städtische Gasanstalt errichtet. Diese bestand aus einem dreiteiligen Hauptgebäude mit Ofen- und Apparatehaus, dem Gasometer und einem länglichen „Geschützschuppen“. Zu dieser Zeit findet sich erstmals am Rande des Bahnhofs eine kleine Parkanlage mit Kegelbahn. Am 3. März 1870 wurde vor dem Haseloffschen Rähmgarten auf dem Viktoria-Platz ein Denkmal für die gefallenen Burger Bürger des Deutsch-Dänischen Krieges und des Deutsch-Österreichischen Krieges enthüllt und das Umfeld in einen parkähnlichen Zustand versetzt. Entlang der Kirchhofstraße erstreckte sich ein ausgedehnter evangelischer Friedhof, von dem heute noch der Evangelisch-Reformierte Friedhof St. Petri erhalten ist. Ursprünglich erstreckte sich der Friedhof weiter Richtung Westen, über das Gelände der Grundschule Albert Einstein hinweg bis zum Bahnhof. Angrenzend an die Gasanstalt lag der Exerzierplatz der Artilleriegarnison und ein Turnplatz. Im Jahr 1892 wurde hier, nach Plänen des Magdeburger Bildhauers Ernst Habs, ein Denkmal von Kaiser Wilhelm aufgestellt. Im Südosten befand sich ein Schützenhaus mit Schießbahn. Aus einer Karte von 1895 geht hervor, dass das Hauptgebäude der Gasanstalt in nördlicher Richtung verlängert wurde, zudem verfügte man mittlerweile über einen eigenen Gleisanschluss, welcher weiter bis zum Exerzierplatz führte, sowie drei Teergruben.

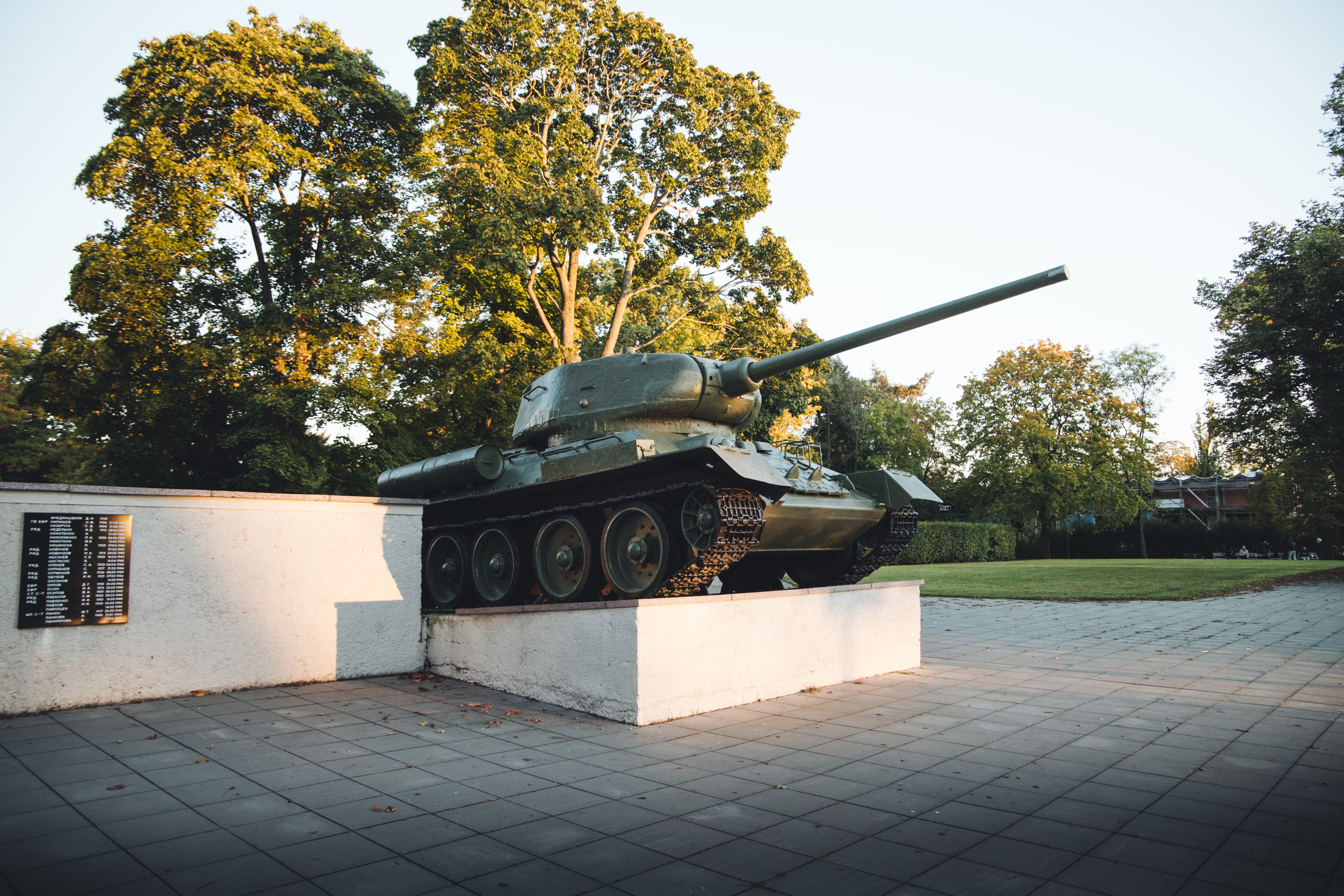
Sowjetisches Ehrenmal mit integriertem T-34-Panzer (2021)

### Bahnhofsanlagen
Ab 1903 wurde das Gelände, welches als Kaiser-Wilhelm-Platz bezeichnet wurde, umfangreich umgestaltet. Durch den Bau der Alten Kaserne und einer neuen Gasanstalt am Ihlekanal konnten sowohl der Exerzierplatz als auch die alte Gasanstalt in die neue Parkplanung einbezogen werden. Hinzu kommt die glückliche Fügung, dass die Burger Fabrikantenwitwe Albertine Flickschu der Stadt 170.486 Mark zum Bau von Parkanlagen vermachte. Durch diese großzügige Spende wurde nicht nur der nach ihr benannte Flickschupark, sondern auch die Bahnhofsanlagen errichtet. Nach Plänen des Landschaftsarchitekten Hans Schmidt wurde erstmals eine große zusammenhängende Parkanlage in Burg geschaffen. Aus den Fundamenten des Gasometers entstand eine Brunnenanlage. Im Brunnen befand sich eine Figur der Flora, welche 1945 nach dem II. Weltkrieg mit einem Tross der Roten Armee nach Burg kam. Für die gefallenen sowjetischen Soldaten sowie die verstorbenen oder ermordeten sowjetischen Kriegsgefangenen und Opfer von Zwangsarbeit wurde in den 1970er Jahren ein Ehrenfriedhof und ein Ehrenmal errichtet. Mit der Verlegung des Busbahnhofs vom Platz des Friedens zum Bahnhofsvorplatz wurde der Brunnen abgerissen, die Flora fand ihren Platz zunächst auf dem Areal des neu gestalteten Busbahnhofs, bis sie auf die Insel im Flickschuteich gebracht wurde. Dort wurde sie von Vandalen in den Teich gestoßen und zerbrach. Im Jahr 1997 wurde der Bahnhofsvorplatz umgestaltet. Der Busbahnhof wurde nun auf das ehemalige Gelände der Viehrampe verlegt. Vor dem Bahnhof entstand der Brunnen neu. Die Reste der Flora wurden aus dem Flickschuteich geborgen und die Figur wieder zusammengesetzt und restauriert.

### Landesgartenschau
Im Jahr 2018 fand in Burg die Landesgartenschau unter dem Motto „Von Gärten umarmt“ statt. Zu diesem Anlass wurden nicht nur die in die Jahre gekommenen Parkanlagen von Goethepark und Flickschupark umfangreich saniert, sondern auch mit dem Weinberg, den Ihlegärten und dem Knotenpark neue Parkanlagen geschaffen. In den umfangreich umgestalteten Goethepark wurde nun auch der etwas abgelegene Sowjetische Ehrenfriedhof sowie der Wasserturm des Burger Bahnhofs einbezogen und der Park somit nördlich großflächig erweitert. Es wurden neue Wege und Blumenbeete angelegt. Der Brunnen wurde durch ein Wasserspiel ersetzt. Die Flora-Statue wurde erneut restauriert und 2023 im Knotenpark neu aufgestellt. Zudem wurde ein neuer Spielplatz und ein Skatepark errichtet. Seitdem trägt der Park auch den Beinamen „Visitenkarte der Stadt“.

## Gebäude und Einrichtungen

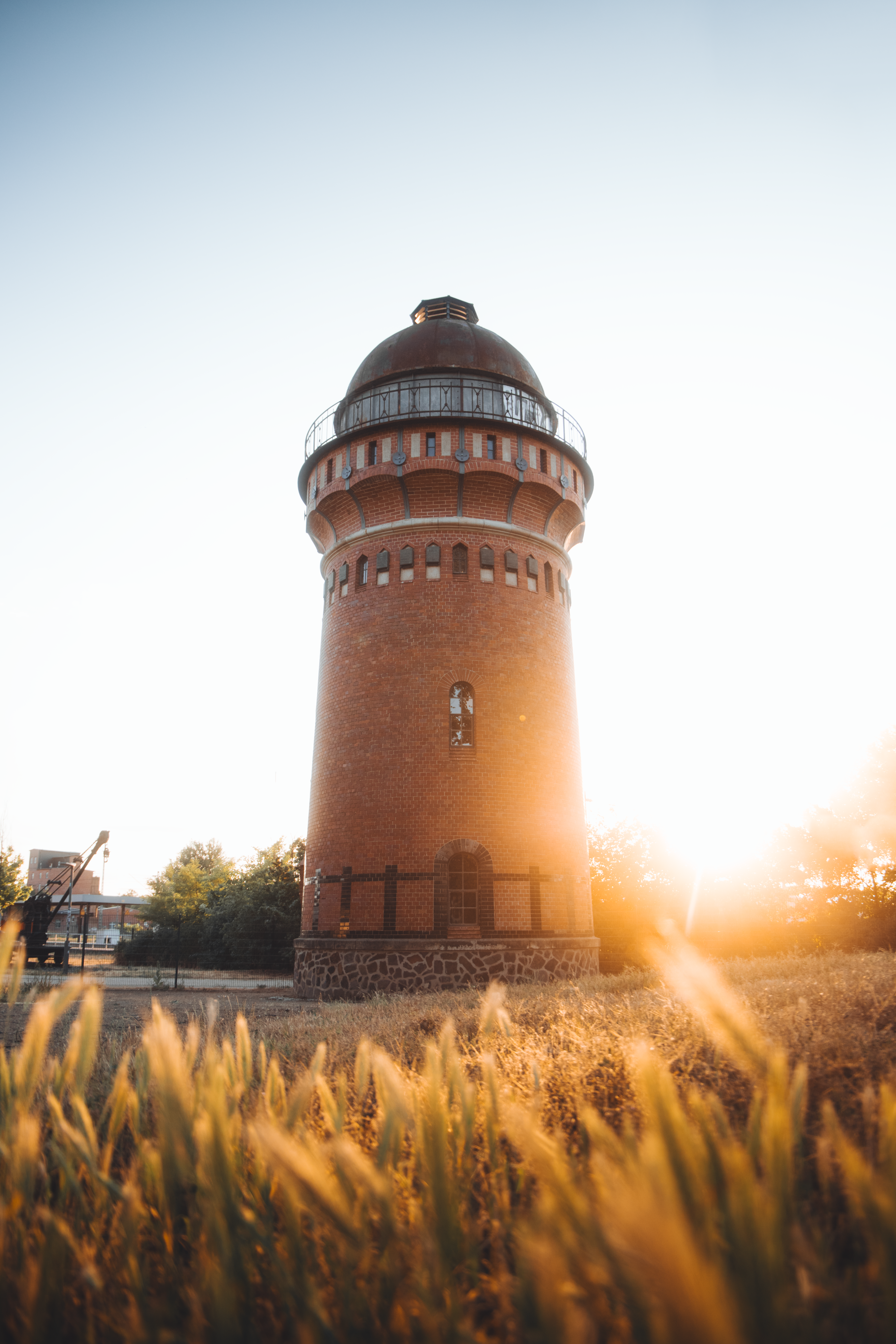
Wasserturm Bahnhof Burg (2021)

### Heute noch vorhanden
- Bahnhof Burg (bei Magdeburg)
- Sowjetischer Ehrenfriedhof (Burg)
- Landratsamt Jerichower Land
- Haseloffscher Privatfriedhof
- Wasserturm Bahnhof Burg
- Schwimmhalle Burg
- Friedhofswärterhaus (Burg bei Magdeburg)
- Reformierter Friedhof St. Petri
- Grabstätte der Albertine Flickschu
- Grundschule "Albert Einstein"
- AWO Tagesklinik Burg
- Feuerwehrdenkmal (Burg)

Erhaltene Grabsteine des ehemaligen Westfriedhofs:
- Dr. Julius Werth (* 5. März 1844; † 14. April 1918) Sanitätsrat & Rosa Werth geb. Markert (* 22.Dezember 1853; † 21. September 1910)
- Albert Pinkernelle (* 2. August 1885; † 1. Februar 1935) Diplom-Optiker
- Ernst Rittner (* 30. Mai 1873; † 1. August 1916) Landsturmmann
- Hermann Hempel (* 11. September 1870; † 5. Juni 1931)
- Dr. Ernst Herms (* 10. September 1858; † 16. August 1936) Geh. Med. Rat. Kreisarzt & Agnes Herms geb. Zittelmann (* 2. Januar 1863; † 19. Mai 1927)
- Kurt Julius Wolf (75-43) & Paul Ulrich Wolf
- Hermann Priebenau (* 30. März 1877; † 2. Januar 1928) Kaufmann und langjähriger Kantinenpächter
- Ruhestätte der Familie Künling
- Ferdinand Traue (* 12. Februar 1856: † 17. Juni 1935) Zollrat i. R. & Anna Traue geb. Stieren (* 29. August 1860; † 15. Dezember 1932)
- Ludwig Grote (* 27. Januar 1870; † 23. November 1943)
- Albert Jantke (* 10. Dezember 1870; † 29. Juni 1935) & Frida Jantke geb. Böttcher (* 1. September 1874; † 19. Oktober 1950)
- Hermann Strobach (* 16. Dezember 1879; † 17. Dezember 1918) Waffenmeister
- Adolph Dirstau (* 13. Juni 1819; † 15. Januar 1885) & Antonie Dirstau geb. Herzb**rh (* 27. April 1836; † 11. Dezember 1919)
- Ernst Heise (* 11. Mai 1911; † 17. Dezember 1941) & Karoline Heise geb. Stege (* 3. Februar 1874; † 29. Dezember 1943)

### Nicht mehr vorhanden
- Städtische Gasanstalt Burg
- Kaiser Wilhelm-Denkmal (Burg bei Magdeburg)
- Gasometer Brunnen
- Viktoria-Platz mit Denkmal
- Prinz Ferdinand Redoute

## Auszeichnungen
- Architekturpreis Land Sachsen-Anhalt 2019[7]
- Deutscher Landschaftsarchitekturpreis 2019[8]
- Bundespreis Stadtgrün 2020[9]